# Sebastian Lindholm
Sebastian Lindholm, né le 30 janvier 1961 à Helsinki, est un pilote automobile finlandais de rallyes.

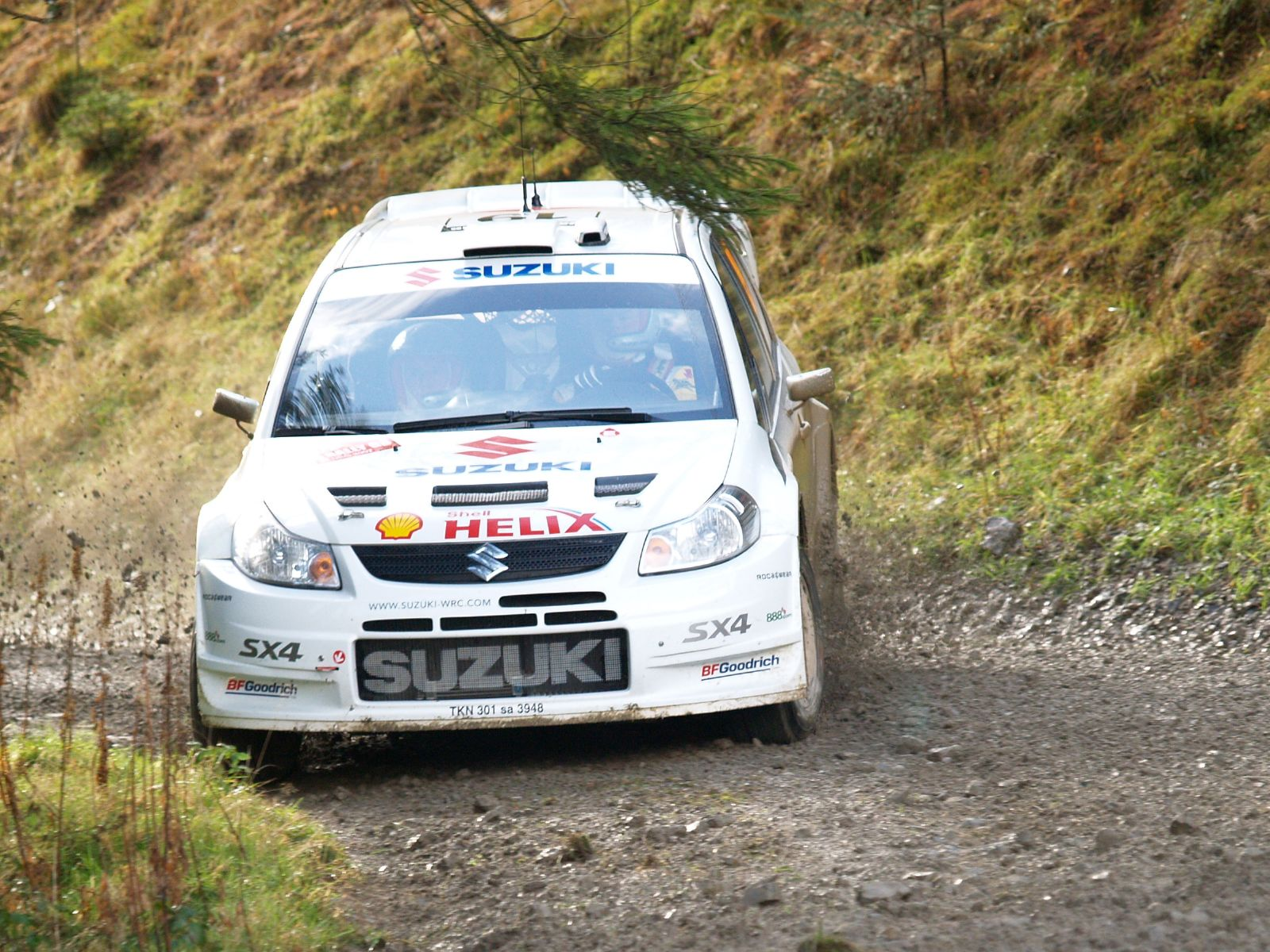
S.Lindholm au rallye de Grande-Bretagne en 2007, sur Suzuki SX4 WRC.

## Biographie
Il commence la compétition automobile internationale en 1984 lors du rallye Hanki, sur Opel Ascona B. En 1987 il est vainqueur du groupe A lors du RAC Rally.
Il participe à 37 épreuves du WRC, entre 1984 (au rallye de Finlande) et 2007 (en Grande-Bretagne), engrangeant 38 points; il court alors sur des véhicules de marques Ford, Peugeot, et Suzuki. En 1997 il termine 4e du rallye de Finlande, et 5e du rallye de Grande-Bretagne l'année suivante ainsi que de son rallye national en 2000, le tout sur Ford Escort WRC. Phil Mills est l'un de ses copilotes en 1994, le principal étant son compatriote Tomi Tuominen entre 2000 et 2006 (sans oublier Timo Hantunen).
Son véhicule entraîne un grave accident lors du Rallye Lõuna-Eesti (Estonie) en 2009.

## Palmarès

### Titres
- Octuple Champion de Finlande du Grand Groupe A: 1990, 1993, 1995, 2000, 2002, 2003, 2004 et 2006 (titres acquis sur Lancia Delta Integrale 16v en 1990, Ford Escort RS Cosworth en 1993 et 1995, et Peugeot 206 WRC entre 2000 et 2006);
  - Vice-champion de Finlande des rallyes du groupe A, en 2001;

### 4 victoires en ERC
- Rallye Hanki: 1992, 1993 et 1994;
- Rallye Arctique: 1995 (2e en 1996 et 2000);

### 27 de ses victoires en championnat finnois (parmi les plus récentes)
- Rallye Hanki: 1992, 1993 et 1994;
- Rallye Arctique: 1995,
- Rallye Päämies: 2000;
- Rallye Kaloppi: 2001;
- Rallye Exide: 2001, 2002 et 2003;

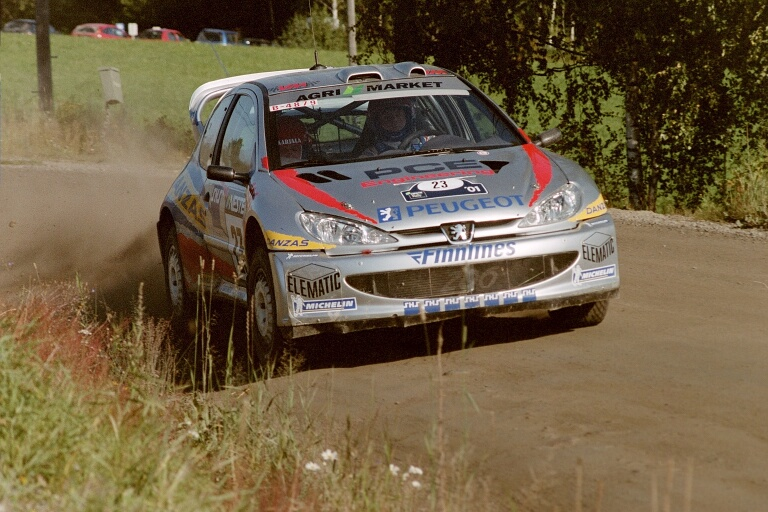
S.Lindholm en 2001 au rallye de Finlande.

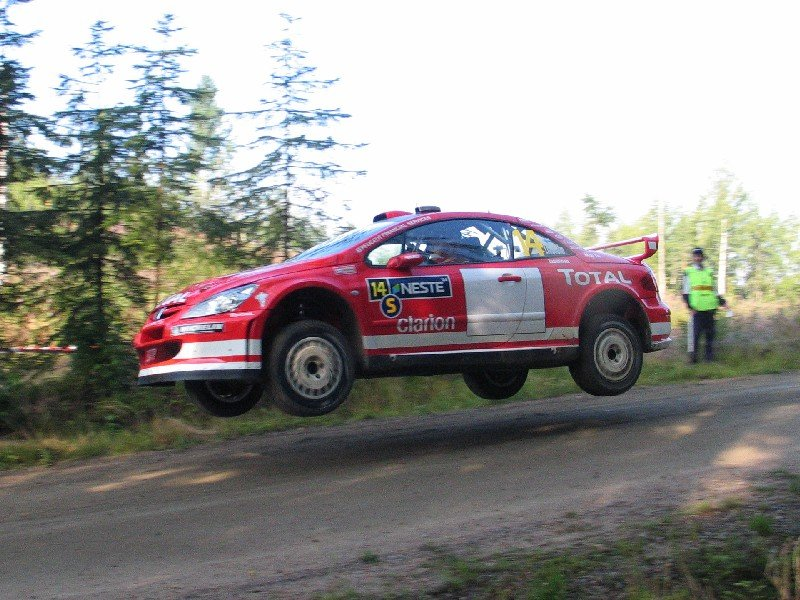
S.Lindholm en 2004, toujours au rallye de Finlande.

- Rallye Uusikaupunki: 2001, 2002, 2003 et 2006;
- Rallye Valvoline: 2001, 2002, 2003 et 2004;
- Rallye Waltikka: 2002, 2005 et 2006;
- Rallye Vaakuna: 2003 et 2004;
- Rallye Itä: 2003 et 2004;
- Rallye Osuuspankki: 2004;
- Rallye O.K. Auto: 2006;
- Rallye Finnsco: 2006;

### Victoires en championnats estoniens et lettons
- Rallye d'Estonie: 1994, 1995, 1996, 2004 et 2006 (Talinn);
- Rallye de Lettonie: 1995;
- Rallye de Saaremaa: 1995 et 1996 (Estonie).

## Liens externes

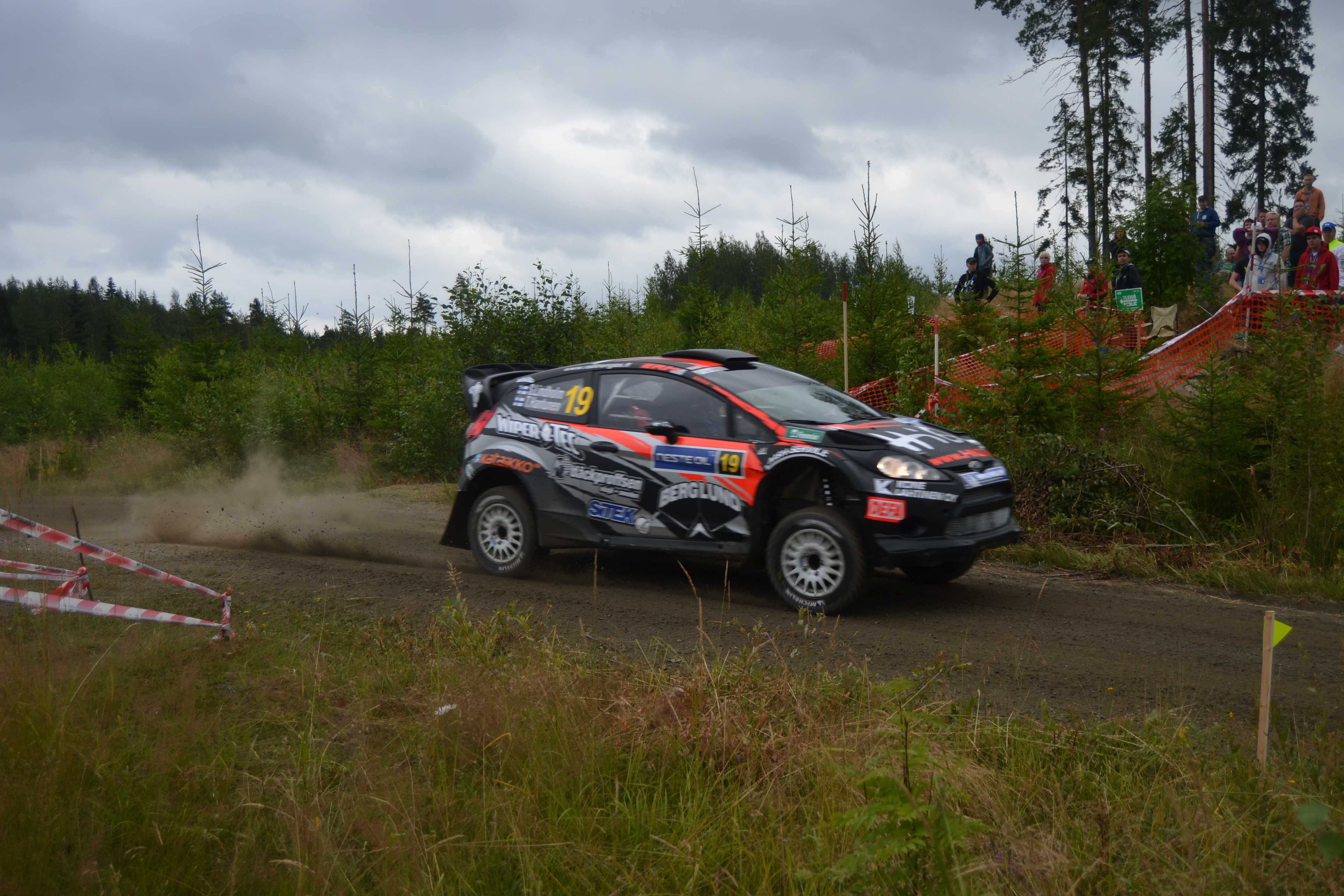
Les vétérans Lindholm et Timo Hantunen lors du rallye de Finlande 2012, à la 2e ES de Surkee, sur Ford Fiesta RS WRC (équipage no 19, 14e finalement).